# Chałupy
Chałupy (Duits: Ceynowa) is een dorp in de Poolse woiwodschap Pommeren. De plaats maakt deel uit van de gemeente Władysławowo, telt 333 inwoners en is gelegen op het schiereiland Mierzeja Helska.

## Verkeer en vervoer
- Station Chałupy